# Mangrovie delle Bahamas
Le mangrovie delle Bahamas sono una ecoregione che si sviluppa su oltre tremila isole e isolotti dell'omonimo arcipelago e delle adiacenti Turks e Caicos (codice ecoregione: NT1403).

## Territorio
L'ecoregione ricopre una superficie di 6.475 km2.

## Flora
Le specie maggiormente rappresentate nei mangrovieti di questa ecoregione sono Avicennia germinans e Conocarpus erectus.

## Fauna
Le mangrovie delle Bahamas ospitano almeno quattro specie di uccelli endemiche dell'ecoregione: il colibri delle Bahamas (Calliphlox evelynae), il codone guancebianche (Anas bahamensis), la rondine delle Bahamas (Tachycineta cyaneoviridis) e il golagialla delle Bahamas (Geothlypis rostrata). Altre specie associate con le mangrovie sono il piro-piro macchiato (Actitis macularius), la spatola rosata (Platalea ajaja), l'airone verde (Butorides virescens), il martin pescatore americano (Megaceryle alcyon), il cuculo delle mangrovie (Coccyzus minor), la parula delle mangrovie (Setophaga petechia) e la garzetta rossastra (Egretta rufescens).

## Conservazione
Il World Wildlife Fund classifica la regione come "Vulnerabile".